# 长春观 (绛县)
长春观，位于山西省运城市绛县陈村镇东荆下村，是一座元代建筑，已列为全国重点文物保护单位。

## 保护
2004年6月10日，长春观由山西省人民政府公布为第四批山西省文物保护单位，编号4-88。
2013年3月5日，长春观由中华人民共和国国务院公布为第七批全国重点文物保护单位，编号7-0817。